# Epibellowia septentrionalis
Espèce
Synonymes
- Fusciphantes septentrionalis Oi, 1960

Epibellowia septentrionalis est une espèce d'araignées aranéomorphes de la famille des Linyphiidae.

## Distribution
Cette espèce se rencontre en Russie dans l'oblast de Sakhaline et le kraï de Khabarovsk et au Japon à Hokkaidō,.

## Publication originale
- Oi, 1960 : Linyphiid spiders of Japan. Journal of Institute of Polytechnics, Osaka City University, vol. 11D, p. 137-244.